# Гайда, Богдан
Богдан Гайда (род. 26 августа 1953, Sokolniki Stare, Мазовецкое воеводство) – польский боксёр, чемпион Европы, участник Олимпийских игр, тренер.
Сначала выступал в лёгком весе (до 60 кг), затем в полусреднем (до 63,5 кг). Наивысшим достижением является победа на Чемпионате Европы по боксу 1977, в котором выступал в полусреднем весе.
Принимал участие в двух Олимпийских играх: в Летних Олимпийских играх 1976 в лёгком весе и в Летних Олимпийских играх 1980 в полусреднем весе, но проиграл в первых раундах. Также участвовал в двух чемпионатах мира, в полусреднем весе. На Чемпионате мира 1974 проиграл в первом туре, на Чемпионате мира 1978 проиграл в четвертьфинале.
Девятикратный чемпион Польши: в лёгком весе в 1974 и 1976 в полусреднем весе в 1977, 1978, 1980, 1981, 1982, 1983 и 1984. Дважды завоевал серебряную медаль: в 1975 (в лёгком весе) и в 1988 (в полусреднем весе), в 1987 году завоевал бронзовую медаль в полусреднем весе.
В 1978 победил на  Турнире имени Феликса Штамма в полусреднем весе.
Выступал за клубы Гурник Пшов и Легия Варшава.
В 2019 году из-за использования его фото в фильме Клир в контексте работы в Службе безопасности испытал нервный срыв в связи с ложными обвинениями в его адрес.